# Guglielmina Carolina di Danimarca
Guglielmina Carolina di Danimarca (Christiansborg, 10 luglio 1747 – Kassel, 14 gennaio 1820) è stata una principessa danese.

## Biografia
Era la figlia di Federico V di Danimarca, e della prima moglie Luisa di Gran Bretagna, figlia di Giorgio II di Gran Bretagna.

## Matrimonio
Sposò, il 1 settembre 1764 a Copenaghen, il principe Guglielmo d'Assia, uno dei sovrani più ricchi dell'epoca. 
Guglielmina Carolina e Guglielmo erano cresciuti insieme, poiché Guglielmo e i suoi fratelli vissero alla corte reale danese durante la Guerra dei Sette Anni (1755–1763), poiché sua madre e quella di Guglielmina Carolina erano sorelle. Le fu presentato come compagno di giochi, e già durante la loro infanzia si decise che si sarebbero dovuti sposare quando sarebbero diventati adulti.
Un mese dopo il loro matrimonio, Guglielmina Carolina e Guglielmo lasciarono la Danimarca e si stabilirono in Assia, dove suo suocero diede a Guglielmo la città di Hanau.
Diede al marito quattro figli:
- Maria Federica (Hanau, 14 settembre 1768-Hanau, 17 aprile 1839), che sposò Alessio Federico Cristiano di Anhalt-Bernburg;
- Carolina Amalia (Hanau, 11 luglio 1771-Gotha, 22 febbraio 1848), sposò Augusto di Sassonia-Gotha-Altenburg
- Federico (Hanau, 8 agosto 1772-Hanau, 20 luglio 1784);
- Guglielmo (Hanau, 28 luglio 1777-Francoforte, 20 novembre 1847).

### Vita in Assia
Durante i primi anni del loro matrimonio, la relazione tra Guglielmina Carolina e Guglielmo fu descritta come felice. Nel 1770, sei anni dopo il loro matrimonio, ricevettero la visita di suo cognato, il principe ereditario Gustavo di Svezia e di suo fratello, il principe Federico, e in quell'occasione il matrimonio tra Guglielmina Carolina e Guglielmo fu favorevolmente paragonato al matrimonio della sorella Sofia Maddalena di Danimarca e Gustavo di Svezia, e fu suggerito alla coppia di visitare la Svezia, con il pensiero non ufficiale che il loro esempio potesse avere un buon effetto su sua sorella e suo cognato.
Tuttavia, questo buon rapporto non sarebbe durato: cinque anni dopo, Guglielmo iniziò una relazione Charlotte Christine Buissine, e in seguito il matrimonio si deteriorò a causa della sua infedeltà e introducendo una successione di amanti ufficiali a corte, con Buissine seguita da Rosa Dorothea Ritter e Karoline von Schlotheim e producendo un gran numero di figli illegittimi.
La stessa Guglielmina Carolina era descritta come bella, distante, gentile e comprensiva: nel 1804 parlava ancora danese senza accento e aveva un forte attaccamento al suo paese natale.
Suo marito successe al padre come Guglielmo IX d'Assia-Kassel nel 1785 e nel 1803 fu elevato al grado di elettore d'Assia come Guglielmo I.

## Morte
Nel 1806 l'Assia fu occupata dalla Francia. Suo marito si rifugiò da suo cognato Carlo d'Assia nello Schleswig, mentre Guglielmina Carolina rimase a Kassel fino all'insediamento di un governatore francese, dopodiché si trasferì da sua figlia Carolina Amalia a Gotha. 
Trascorse gli anni successivi in esilio, tra lo Schleswig e Praga. Dopo la battaglia di Lipsia, poterono tornare a Kassel, dove fecero il loro ingresso il 21 novembre 1813.
Morì il 14 gennaio 1820 a Kassel.

## Ascendenza
|                                         |                         |                                          | Genitori                                |  |  | Nonni |  |  | Bisnonni                 |  |  | Trisnonni                |  |
|                                         |                         |                                          |                                         |  |  |       |  |  | Federico IV di Danimarca |  |  | Cristiano V di Danimarca |  |
|                                         |                         |                                          |                                         |  |  |       |  |  | Federico IV di Danimarca |  |  | Cristiano V di Danimarca |  |
|                                         |                         | Carlotta Amalia d'Assia-Kassel           |                                         |  |  |       |  |  | Federico IV di Danimarca |  |  |                          |  |
| Cristiano VI di Danimarca               |                         |                                          |                                         |  |  |       |  |  | Federico IV di Danimarca |  |  |                          |  |
|                                         |                         | Luisa di Meclemburgo-Güstrow             | Gustavo Adolfo di Meclemburgo-Güstrow   |  |  |       |  |  |                          |  |  |                          |  |
|                                         |                         | Luisa di Meclemburgo-Güstrow             | Gustavo Adolfo di Meclemburgo-Güstrow   |  |  |       |  |  |                          |  |  |                          |  |
|                                         |                         | Luisa di Meclemburgo-Güstrow             | Maddalena Sibilla di Holstein-Gottorp   |  |  |       |  |  |                          |  |  |                          |  |
| Federico V di Danimarca                 |                         | Luisa di Meclemburgo-Güstrow             |                                         |  |  |       |  |  |                          |  |  |                          |  |
|                                         |                         | Cristiano Enrico di Brandeburgo-Kulmbach | Giorgio Alberto di Brandeburgo-Kulmbach |  |  |       |  |  |                          |  |  |                          |  |
|                                         |                         | Cristiano Enrico di Brandeburgo-Kulmbach | Giorgio Alberto di Brandeburgo-Kulmbach |  |  |       |  |  |                          |  |  |                          |  |
|                                         |                         | Cristiano Enrico di Brandeburgo-Kulmbach | Maria Elisabetta di Holstein-Glücksburg |  |  |       |  |  |                          |  |  |                          |  |
| Sofia Maddalena di Brandeburgo-Kulmbach |                         | Cristiano Enrico di Brandeburgo-Kulmbach |                                         |  |  |       |  |  |                          |  |  |                          |  |
|                                         |                         | Sofia Cristiana di Wolfstein             | Alberto Federico di Wolfstein           |  |  |       |  |  |                          |  |  |                          |  |
|                                         |                         | Sofia Cristiana di Wolfstein             | Alberto Federico di Wolfstein           |  |  |       |  |  |                          |  |  |                          |  |
|                                         |                         | Sofia Cristiana di Wolfstein             | Luisa di Castell-Remlingen              |  |  |       |  |  |                          |  |  |                          |  |
| Guglielmina Carolina di Danimarca       |                         | Sofia Cristiana di Wolfstein             |                                         |  |  |       |  |  |                          |  |  |                          |  |
|                                         | Giorgio I d'Inghilterra | Ernesto Augusto di Brunswick-Lüneburg    |                                         |  |  |       |  |  |                          |  |  |                          |  |
|                                         | Giorgio I d'Inghilterra | Ernesto Augusto di Brunswick-Lüneburg    |                                         |  |  |       |  |  |                          |  |  |                          |  |
|                                         | Giorgio I d'Inghilterra | Sofia del Palatinato                     |                                         |  |  |       |  |  |                          |  |  |                          |  |
| Giorgio II d'Inghilterra                | Giorgio I d'Inghilterra |                                          |                                         |  |  |       |  |  |                          |  |  |                          |  |
|                                         |                         | Sofia Dorotea di Celle                   | Giorgio Guglielmo di Brunswick-Lüneburg |  |  |       |  |  |                          |  |  |                          |  |
|                                         |                         | Sofia Dorotea di Celle                   | Giorgio Guglielmo di Brunswick-Lüneburg |  |  |       |  |  |                          |  |  |                          |  |
|                                         |                         | Sofia Dorotea di Celle                   | Éléonore d'Esmier d'Olbreuse            |  |  |       |  |  |                          |  |  |                          |  |
| Luisa di Hannover                       |                         | Sofia Dorotea di Celle                   |                                         |  |  |       |  |  |                          |  |  |                          |  |
|                                         |                         | Giovanni Federico di Brandeburgo-Ansbach | Alberto II di Brandeburgo-Ansbach       |  |  |       |  |  |                          |  |  |                          |  |
|                                         |                         | Giovanni Federico di Brandeburgo-Ansbach | Alberto II di Brandeburgo-Ansbach       |  |  |       |  |  |                          |  |  |                          |  |
|                                         |                         | Giovanni Federico di Brandeburgo-Ansbach | Margherita Sofia di Oettingen-Oettingen |  |  |       |  |  |                          |  |  |                          |  |
| Carolina di Brandeburgo-Ansbach         |                         | Giovanni Federico di Brandeburgo-Ansbach |                                         |  |  |       |  |  |                          |  |  |                          |  |
|                                         |                         | Eleonora Erdmuthe di Sassonia-Eisenach   | Giovanni Giorgio I di Sassonia-Eisenach |  |  |       |  |  |                          |  |  |                          |  |
|                                         |                         | Eleonora Erdmuthe di Sassonia-Eisenach   | Giovanni Giorgio I di Sassonia-Eisenach |  |  |       |  |  |                          |  |  |                          |  |
|                                         |                         | Eleonora Erdmuthe di Sassonia-Eisenach   | Giovannetta di Sayn-Wittgenstein        |  |  |       |  |  |                          |  |  |                          |  |
|                                         |                         | Eleonora Erdmuthe di Sassonia-Eisenach   |                                         |  |  |       |  |  |                          |  |  |                          |  |